# Hapoël
Hapoël (en hébreu : הפועל, L'Ouvrier) est une organisation omnisport israélienne fondée par la Histadrut en 1926.
Elle est membre de la Confédération sportive internationale travailliste et amateur.

## Histoire
L'organisation Hapoël est fondée le 15 mai 1926 à Tel Aviv par la Histadrout, une confédération syndicale sioniste créée en 1920,. Le Hapoël est mis sur pieds avec comme dessein de réunir en son sein les différents clubs sportifs créés par des sionistes socialistes. Ses objectifs sont de développer la santé, la culture physique et le sport chez les travailleurs juifs de Palestine, alors sous mandat britannique.
L’apparition du Hapoël va faire que de nombreux membres du Maccabi, organisation sportive fondée en 1911, décident de quitter celle-ci, jugée bourgeoise, pour rejoindre un mouvement plus proche de leurs aspirations politiques. Ainsi une division s'opère où le Hapoël est perçu comme un mouvement de la classe ouvrière, de gauche et proche du sionisme travailliste, s'opposant ainsi au  Maccabi centriste et libéral, et aux mouvements de droite comme le sionisme révisionniste du Beitar ou le sionisme religieux du Elitzur.
En 1927, le Hapoël intègre l'Internationale sportive ouvrière socialiste et participe aux Olympiades ouvrières de Vienne en 1931 et d'Anvers en 1937.
En 1928, la première édition des Jeux du Hapoël ont lieu. Ces jeux sont organisés à nouveau en 1930, 1932 et 1935. 
Dans les années 1930, le Hapoël aurait environ 10 000 membres. En 1934, le Hapoël Tel-Aviv remporte en football le doublé coupe-championnat de Palestine, premiers titres majeurs d'un club du mouvement.
Dans les années 1950, il s'agit de la plus grande organisation sportive en Israël. En 1951, un accord est passé avec le Maccabi afin de normaliser les relations entre les deux organisations. C'est aussi dans ces années, en 1959, que la Histadrout autorise les Arabes à rejoindre ses organisations, ce qui entraîne l'intégration de quelques joueurs palestiniens dans les clubs de football de son mouvement.
Les jeux du Hapoël reprennent en 1952 et en 1961 les athlètes étrangers sont autorisés à y participer. La dernière édition de ces jeux a lieu en 1995.

## Emblème

Logo restylisé de 1967.

L'emblème du mouvement est dessiné par Jan Le Witt au tournant des années 1930 et modernisé en 1967. Il représente un boxeur et une faucille et un marteau surplombant le nom « Hapoël » écrit en hébreu.

## Clubs Hapoël
Liste non-exhaustive de différents clubs du Hapoël.
- Hapoël Acre
- Hapoël Ashkelon
- Hapoël Beer-Sheva
- Hapoël Bnei Lod
- Hapoël Nir Ramat Ha-Sharon
- Hapoël Ironi Kiryat Shmona
- Hapoël Jérusalem
- Hapoël Gilboa Galil
- Hapoël Haïfa
- Hapoël Holon
- Hapoël Katamon Jérusalem
- Hapoël Kfar Sabah
- Hapoël Nazrat Ilit
- Hapoël Petah-Tikvah
- Hapoël Raanana
- Hapoël Ramat Gan
- Hapoël Rishon LeZion
- Hapoël Tel Aviv
- Hapoël Tsafririm Holon

## Supporters
Les groupes de supporters des clubs associés au Hapoël revendiquent généralement une filiation politique de gauche voire d’extrême gauche, à l'instar des supporters du Hapoël Tel-Aviv ou du Hapoël Jérusalem,.

## Affiliation internationale
Le Hapoël rejoint l'Internationale sportive ouvrière socialiste en 1927 et en reste partie prenante jusqu'à sa disparition au cours de la Seconde Guerre mondiale.
Il est membre de la Confédération sportive internationale travailliste et amateur depuis sa fondation en 1946,.